# Harald Beijer
Harald Eugen Beijer, född 1 juli 1896 i Stockholm, död 10 oktober 1955 i Botkyrka församling, var en svensk författare och manusförfattare. 

## Biografi
Beijer arbetade under ungdomen som kollämpare, svarvare och kringresande skådespelare. Under större delen av 1930-talet vistades han i olika länder i Europa där han fick tillfälle att på nära håll uppleva den politiska utvecklingen, särskilt i Tyskland.
Hans första bok var romanen Guds ogärningsmän (1933), som behandlade ett brottmål i historisk skepnad. Typiskt för hans verk var just brott- och straffproblemet. Mera politiskt inriktade var Soluppgångens tid (1936) och Joos Riesler (1939).
Beijer är begravd på Norra begravningsplatsen utanför Stockholm.

## Filmografi

### Manus
- 1943 – Elvira Madigan
- 1945 – Flickor i hamn
- 1946 – Brita i grosshandlarhuset
- 1947 – Dynamit
- 1947 – Folket i Simlångsdalen
- 1949 – Smeder på luffen
- 1952 – När syrenerna blomma